# Апоньйо
Антоніо Гальдеано Бенітес (ісп. Antonio Galdeano Benítez, нар. 13 лютого 1984, Малага), відомий як Апоньйо (ісп. Apoño) — іспанський футболіст, півзахисник.

## Ігрова кар'єра
Народився 13 лютого 1984 року в Малазі. Вихованець футбольної школи місцевого однойменного клубу. У дорослому футболі дебютував 2000 року виступами за його другу команду, в якій провів три сезони.
2003 року став гравцем команди «Сан-Педро», а за рік приєднався до третьолігової «Марбельї».
Влітку 2007 року повернувся до рідної «Малаги», де відразу став гравцем основного складу і у першому ж сезоні допоміг команді підвищитися в класі до Ла-Ліги. Протягом наступних трьох сезонів виступав в елітному дивізіоні іспанської першості як основний півзахисник «Малаги».
По ходу сезону 2011/12 втратив місце в основному складі рідного клубу і на початку 2012 року був відданий в оренду до клубу «Реал Сарагоса», який за півроку викупив його контракт за мільйон євро. По ходу сезону 2012/13 був гравцем основного складу нової команди, утім не допоміг їй зберегти місце в елітному іспанському дивізіоні.
Сезон 2013/14 провів у друголіговому «Лас-Пальмасі», після чого у вересні 2014 став гравцем грецького ОФІ. Провівши до кінця року в грецькій першості лише три гри, на початку 2015 року повернувся на батьківщину, де його новим клубом став третьоліговий «Ель Пало». Згодом на тому ж рівні грав за «Марбелью».
Після дворічної паузи 2020 року вирішив поновити ігрову кар'єру і став гравцем «Альгаурина», представника Терсери, четвертого дивізіону Іспанії.